# Хајдари
Хајдари (грч. Χαϊδάρι Chaidari) насеље је у Грчкој и једно од великих предграђа главног града Атине. Хајдари припада округу Западна Атина у оквиру периферије Атика.
У Хајдарију се налази манастир Дафни, који је због свог богатог византијског наслеђа уврштен на списак културне баштине УНЕСКОа.

## Положај
Хајдари се налази северозападно од управних граница града Атине. Удаљеност између средишта ова два насеља је 20 км. Средња надморска висина нза насеље је 95 метара. Међутим западни, нижи део уз море је густо насељен, док на истоку издиђе пошумљено побрђе без изградње.

## Становништво
| 1991.  | 2001.  |
| ------ | ------ |
| 44,831 | 45,227 |

У последња три пописа кретање становништва Хајдарија било је следеће:
Кретање броја становника у општини по пописима:
| 1981.  | 1991.  | 2001.  | 2011.  |
| ------ | ------ | ------ | ------ |
| 47.396 | 47.437 | 46.276 | 46.897 |